# Valter Skarsgård
Valter Skarsgård (né le 25 octobre 1995) est un acteur suédois.

## Biographie
Valter Skarsgård est né le 25 octobre 1995, en Suède. Il est le fils de l'acteur Stellan Skarsgård et My Skarsgård. Ses frères sont les acteurs Alexander, Gustav et Bill Skarsgård,. Il a aussi une sœur Eija, un autre frère, Sam et deux demi-frères Ossian et Kolbjörn.

## Filmographie

### Cinéma

#### Longs métrages
- 2003 : Detaljer de Kristian Petri : Daniel jeune
- 2008 : Arn, le royaume au bout du chemin (Arn : Riket vid vägens slut) de Peter Flinth : Jon
- 2013 : IRL d'Erik Leijonborg : Elias
- 2016 : Siv sover vilse de Catti Edfeldt et Lena Hanno : Elme
- 2018 : Lords of Chaos de Jonas Åkerlund : Bård Guldvik 'Faust' Eithun
- 2018 : Innan Vintern Kommer de Stefan Jarl : Un soldat
- 2019 : Funhouse de Jason William Lee : Kasper Nordin
- 2020 : Don't Click de G-Hey Kim : Josh

#### Court métrage
- 2003 : Att döda ett barn de Björne Larson et Alexander Skarsgård : L'enfant

### Télévision

#### Séries télévisées
- 2010 : Arn : Jon
- 2012 : Portkod 1321 : Igor
- 2016 - 2018 : Svartsjön : Lippi
- 2017 : Småstaden : Timpa
- 2020 : Meurtres à Sandhamn (Morden i Sandhamn) : Micke
- 2021 : Katla : Björn
- 2021 : Zebrarummet : Hugo
- 2021 - 2022 : Beck : Vilhelm Beck

#### Téléfilm
- 2014 : Femmes de Viking (Die Frauen der Wikinger - Odins Töchter) d'Yoav Parish et Judith Voelker : Thorulf